# Équipe d'Allemagne de l'Est de football en 1965
Il s'agit des matchs de la sélection est-allemande au cours de l'année 1965.

## Matchs et résultats
| Match amical                               | Uruguay | 0 – 2   | Allemagne de l'Est         | Estadio Centenario, Montevideo                         |                                                        |
| 3 janvier 1965 · Historique des rencontres |         | (0 - 0) | 76e Frenzel · 88e P. Ducke | Spectateurs : 50 000 Arbitrage : M. Codesal ( Uruguay) | Spectateurs : 50 000 Arbitrage : M. Codesal ( Uruguay) |

| Qualifications coupe du monde 1966        | Autriche | 1 – 1   | Allemagne de l'Est | Stade Prater, Vienne                                       |                                                            |
| 25 avril 1965 · Historique des rencontres | Hof 49e  | (0 - 0) | 74e Nöldner        | Spectateurs : 65 000 Arbitrage : M. Mihailescu ( Roumanie) | Spectateurs : 65 000 Arbitrage : M. Mihailescu ( Roumanie) |

| Qualifications coupe du monde 1966      | Allemagne de l'Est | 1 – 1   | Hongrie  | Stade central, Leipzig                                  |                                                         |
| 23 mai 1965 · Historique des rencontres | Vogel 17e          | (1 - 1) | 28e Bene | Spectateurs : 105 000 Arbitrage : M. Johansson ( Suède) | Spectateurs : 105 000 Arbitrage : M. Johansson ( Suède) |

| Match amical                                 | Bulgarie                         | 3 – 2   | Allemagne de l'Est      | Stade Youri-Gagarine, Varna                            |                                                        |
| 4 septembre 1965 · Historique des rencontres | Kotkov 49e 57e (pen.) · Diev 65e | (0 - 2) | 33e Vogel · 42e Nöldner | Spectateurs : 25 000 Arbitrage : M. Ritter ( Roumanie) | Spectateurs : 25 000 Arbitrage : M. Ritter ( Roumanie) |

| Qualifications coupe du monde 1966         | Hongrie                             | 3 – 2   | Allemagne de l'Est | Népstadion, Budapest                                              |                                                                   |
| 9 octobre 1965 · Historique des rencontres | Rákosi 41e · Novák 53e · Farkas 80e | (1 - 1) | 31e 71e P. Ducke   | Spectateurs : 80 000 Arbitrage : M. Andsjulis ( Union soviétique) | Spectateurs : 80 000 Arbitrage : M. Andsjulis ( Union soviétique) |

| Qualifications coupe du monde 1966          | Allemagne de l'Est | 1 – 0   | Autriche | Stade central, Leipzig                                          |                                                                 |
| 31 octobre 1965 · Historique des rencontres | Nöldner 1re        | (1 - 0) |          | Spectateurs : 95 000 Arbitrage : M. Carswell ( Irlande du Nord) | Spectateurs : 95 000 Arbitrage : M. Carswell ( Irlande du Nord) |